# Delta Cancri
Delta Cancri (Asellus Australis, 47 Cancri) é uma estrela na direção da constelação de Cancer. Possui uma ascensão reta de 08h 44m 41.11s e uma declinação de +18° 09′ 17.5″. Sua magnitude aparente é igual a 3.94. Considerando sua distância de 136 anos-luz em relação à Terra, sua magnitude absoluta é igual a 0.84. Pertence à classe espectral K0III.